# Mesclat
Mesclat és un grup de música català de folk-rock. Els impulsors del projecte van ser l'acordionista Carles Belda, el cantant Francesc Ribera «Titot», i el bateria Joan Reig. Originàriament, la formació es va crear amb l'única intenció de fer el cicle de concerts de l'Acústic ACIC (2000). Tanmateix, la bona rebuda de la crítica i el públic va derivar en la publicació de tres compactes i l'actuació en 224 concerts entre 2000 i 2013.

## Història
Entre 2000 i 2001, Mesclat realitza vint-i-cinc concerts arreu de la geografia catalana. El gener 2002 publica el primer compacte: Mesclat. Està format per catorze cançons que combinen un estil musical folk-rock amb melodies populars i lletres revolucionàries. El disc incorpora versions de Coses («Au jovent»), Esquirols («Torna, Serrallonga»), Ovidi Montllor («Tot explota, pel cap o la pota») i Maria del Mar Bonet («Què volen aquesta gent?»).
En els premis Enderrock de l'any 2002, Mesclat va obtenir el reconeixement a millor artista folk, millor disc folk de l'any, millor cançó folk de l'any pel tema Com goses?, i millor directe/concert de folk.
L'estiu de 2003, Mesclat presenta Xera!, un espectacle de més de tres hores de durada que incloïa «representacions teatrals, lectures de poemes, músiques de gralla i instruments de doble canya, cançons d'autor o projeccions d'imatges». La paraula xera fa referència simultàniament al foc i a la festa.
Amb Manilla, Mesclat continua apostant pel so folk, així com per reivindicar artistes catalans contemporanis. El segon projecte de grup compta amb lletres dels literals Miquel Martí i Pol, Joan Oliver, els músics Jaume Arnella i Miquel Pujadó, i versions de les famoses «No és això, companys» de Lluís Llach, i «El burgès», de Francesc Pi de la Serra. Manila va obtenir el premi Enderrock 2005 al millor disc de folk.
Segons Agnès Toda, «el seu objectiu musical era agafar música tradicional i tocar-la amb ritmes contemporanis a partir de cançons pròpies i adaptacions de folklore dels Països Catalans, o versions d'artistes que creien interessants reivindicar com Ovidi Montllor, Maria del Mar Bonet o Coses». Els integrants de Mesclat aprofitaven els seus concerts per reivindicar la independència i la música dels Països Catalans.

## Integrants
- Marcel Casellas[11] (La Principal de la Nit), baix i cors.
- Joan Reig (Els Pets), bateria i cors.
- Francesc Ribera «Titot» (Brams), veu.
- David Rosell (Dept.), guitarra i veu.
- Pep Toni Rubio (Música Nostra), flabiol i tamborí, grall i cors.
- Pau Vinyoles

També han format part de Mesclat Carles Belda (acordió diatònic i veu, 2000-2007, 2024) i Joan Aguiar (violí, madolina i cors).

## Discografia
| • Mesclat (Discmedi, 2002) |
| --- |
| 1. Tall de rel (4:15) 2. Com goses? (4:00) 3. Au, jovent (4:32) 4. Torna, Serrallonga (4:03) 5. No res (3:11) 6. Tot explota(pel cap o per la pota) (2:24) 7. Cànon de la terra (3:33) 8. Set cops (0:08) 9. Què volen aquesta gent? (3:43) 10. Mesclat (3:16) 11. Xauen (3:08) 12. El rei vol corona (5:12) 13. Correllengua (3:22) 14. No en volem cap (4:35) |

| • Manila (Discmedi, 2004) |
| --- |
| 1. Els funerals del porc (3:11) 2. Viure (3:07) 3. Prou fingir l'orgasme (2:49) 4. Serà cumbia o habanera? (3:40) 5. El burgès (3:06) 6. Com és possible? (3:49) 7. Fel (3:52) 8. També per tu (2:22) 9. Quatre cavallers (4:13) 10. Pastís de llima (3:14) 11. Cançoneta prescindible (4:25) 12. No és això, companys (4:06) 13. Manilla (2:42) |

| • Cròniques colonials (Música Global, 2007) |
| --- |
| 1. Toc d'inici (3:15) 2. Crema catalana (3:27) 3. Corrandes colonials (4:37) 4. El carrer dels Teixidors (3:44) 5. No passareu! (3:14) 6. Torna-m'ho a dir (4:48) 7. Revolta permanent (3:50) 8. Rates (4:37) 9. Poll ressuscitat (3:33) 10. Permís per viure (3:56) 11. Foravilers (2:51) 12. El drac de Sant Llorenç del Munt (2:11) 13. Acte de Sobirania (4:07) |